# Sphaerocera garambaensis
Sphaerocera garambaensis är en tvåvingeart som beskrevs av Vanschuytbroeck 1959. Sphaerocera garambaensis ingår i släktet Sphaerocera och familjen hoppflugor.
Artens utbredningsområde är Kongo. Inga underarter finns listade i Catalogue of Life.